# NGC 4245
NGC 4245 é uma galáxia espiral barrada (SB0-a) localizada na direcção da constelação de Coma Berenices. Possui uma declinação de +29° 36' 27" e uma ascensão recta de 12 horas, 17 minutos e 36,9 segundos.
A galáxia NGC 4245 foi descoberta em 13 de Março de 1785 por William Herschel.